# كيلي سميث
كيلي سميث (بالإنجليزية: Keely Smith)‏ (مواليد 9 مارس 1928 في نورفك - الوفاة 16 ديسمبر 2017) واسمُها الحقيقي هو دوروثي جاكلين كيلي، هي مغنية أمريكية بدأت مسيرتها الفنية عام 1949. وكانت متخصصة بموسيقى الجاز، اشتهرت في الخمسينات بشكل كبير مع زوجها لويس بريما كثنائي، لكن في فترة الستينيات أكملت مشوارها الفني بمفردها.